# Квадратура (математика)
Квадрату́ра (лат. quadratura, придание квадратной формы) — математический термин, первоначально обозначавший нахождение площади какой-либо фигуры или поверхности. В дальнейшем смысл термина постепенно менялся. Задачи квадратуры послужили одним из главных источников возникновения в конце XVII века математического анализа.
В античные времена под проведением квадратуры понималось построение с помощью циркуля и линейки квадрата, равновеликого заданной фигуре (то есть имеющего такую же площадь). Примеры: квадратура круга или гиппократовы луночки. В качестве основного метода анализа тогда был принят метод исчерпывания Евдокса.
В средневековой Европе под проведением квадратуры понималось вычисление площади заданной области — например, площади арки циклоиды. Для этого чаще всего использовался метод неделимых.
С появлением интегрального исчисления вычисление площади свелось к интегрированию, и термин «квадратура» стал пониматься как синоним термина «интеграл» (определённый или неопределённый). «Стало обычным вычисление интеграла называть квадратурой».
В настоящее время термин употребляется редко, в основном в следующих устойчивых словосочетаниях:
- «квадратурные формулы» — формулы для оценки значения определённого интеграла;
- «привести к квадратурам» («выразить в квадратурах», «решить в квадратурах») — выразить решение дифференциального уравнения в виде интеграла от комбинаций элементарных функций, т.е. в виде {\displaystyle y=\int f(x)\ dx}, где {\displaystyle f(x)} является элементарной функцией или конечной их комбинацией.

## Исторический очерк
Математики Древней Греции, в соответствии с пифагорейской доктриной, понимали определение площади фигуры как построение с помощью циркуля и линейки квадрата, равновеликого данной фигуре. Отсюда и происходит термин «квадратура».

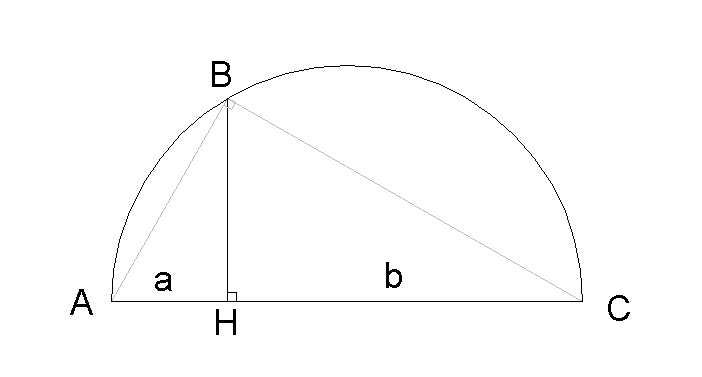
Античный метод нахождения среднего геометрического

Для квадратуры прямоугольника со сторонами a и b надо построить квадрат со стороной {\displaystyle x={\sqrt {ab}}} (среднее геометрическое a и b). Для этого можно использовать следующий факт: если построить окружность на сумме этих двух отрезков как на диаметре, то высота BH (см. рисунок), восставленная из точки их соединения до пересечения с окружностью, даст их среднее геометрическое. Аналогичная геометрическая конструкция решает задачу квадратуры параллелограмма и треугольника. В общем виде задача квадратуры многоугольника решается в «Началах» Евклида (предложение 45 книги I и предложение 14 книги II).
Гораздо сложнее оказались задачи квадратуры криволинейных фигур. Квадратура круга, как окончательно было доказано в XIX веке (см. доказательство), с помощью циркуля и линейки невозможна. Однако для некоторых фигур (например, для гиппократовых луночек) квадратуру всё же удалось провести. Высшим достижением античного анализа стали проведенные Архимедом квадратуры поверхности сферы и сегмента параболы:

Площадь сегмента параболы

- площадь поверхности сферы равна учетверённой площади большого круга этой сферы;
- площадь сегмента параболы, отсекаемого от неё прямой, составляет 4/3 от площади вписанного в этот сегмент треугольника (см. рисунок).

Для доказательства Архимед использовал восходящий к Евдоксу «метод исчерпывания». Надо отметить, что результат Архимеда для поверхности сферы уже выходит за пределы пифагорейского определения, так как не сводится к явному построению квадрата.
В XVII веке появился «метод неделимых», менее строгий, но более простой и мощный, чем метод исчерпывания. С его помощью Галилей и  Роберваль нашли площадь арки циклоиды, а фламандец Грегуар де Сен-Венсан исследовал площадь под гиперболой («Opus Geometricum», 1647 год), причём Сараса (фр. Alphonse Antonio de Sarasa), ученик и комментатор де Сен-Венсана, уже отметил связь этой площади с логарифмами. Джон Валлис провёл алгебраизацию метода: в своей книге «Арифметика бесконечных» (1656 год) он описал построение числовых рядов, которые теперь называются интегральными суммами, и нашёл эти суммы. Техника Валлиса получила дальнейшее развитие в трудах Исаака Барроу и Джеймса Грегори; были получены квадратуры для множества алгебраических кривых, а также спиралей. Гюйгенс успешно провёл квадратуру ряда поверхностей вращения; в частности, в 1651 году он опубликовал труд о квадратуре конических сечений под названием  «Рассуждения о квадратуре гиперболы, эллипса и круга».
Дальнейшее развитие темы было связано с появлением интегрального исчисления, которое дало универсальный метод для вычисления площади. В связи с этим термин «квадратура» стал постепенно выходить из употребления, а в тех случаях, когда он использовался, стал синонимом термина «интеграл». Небезынтересно, что Исаак Ньютон пытался вместо привычного для нас, лейбницевского обозначения интеграла, ввести свой символ — квадрат, который ставился перед интегрируемой функцией или содержал её внутри себя.